# Katarzyna Piotrowska
Katarzyna Piotrowska (zm. 13 czerwca 1852) – polska superstulatka, dożyła rzekomo 113 lat. Jej grób znajduje się w Zabłudowie.
Katarzyna Piotrowska w chwili śmierci uchodziła za najstarszą żyjącą i zmarłą osobę w Polsce. Należy jednak zauważyć, iż nie ma dokumentów, które jednoznacznie potwierdziłyby jej wiek. Oficjalnie pierwszą osobą w Polsce, która przekroczyła 113 lat jest Tekla Juniewicz (ur. 10 czerwca 1906, zm. 19 sierpnia 2022), również najstarsza osoba w historii Polski, której wiek został udokumentowany.
Dziewiętnastowieczna inskrypcja na pomniku nagrobnym na zabytkowym cmentarzu św. Rocha w Zabłudowie głosi:
Sto trzynaście lat przeżywszy na ziemi,
Pod tym głazem spoczywam pomiędzy grzesznemi.
Ziomku, zostaw nabożne za duszę westchnienie.
Niech Stwórcę oglądają nasze grzeszne cienie.”
Pomnik ufundował, jak głosi dalsza część inskrypcji, w 1853 roku Kazimierz Ostaszewski, “major od huzarów Wojsk Rosyjskich i Kawaler, przez wzgląd na pobożną i przykładną 113-letnią na tém padole pielgrzymkę ś.p. Panny Katarzyny Piotrowskiej, zeszłej w 1852 roku, czerwca 13 dnia.”
Nie są znane inne dane biograficzne Piotrowskiej. Parafia w Zabłudowie posiada jednak księgi urodzeń i zgonów z XVII-XIX w.
Wiadomo natomiast, że fundator nagrobka, major Kazimierz Ostaszewski, urodził się 5 marca 1786 w Zabłudowie, jako syn Jana Ostaszewskiego i Elżbiety z Kozłowskich. Zmarł 19 listopada 1855 w Moskwie. Oprócz odrestaurowania kaplicy w Zabudowie był także dobroczyńcą innych parafii. Np. darował parafii w Hodyszewie brylantowy krzyż. Z tablicy wmurowanej w murze kaplicy cmentarnej w Zabłudowie wynika, że odrestaurował tę kaplicę i “smętarz murem opasał w 1850 roku”. Portret majora Ostaszewskiego znajduje się obecnie w kaplicy św. Rocha w Zabłudowie, a jedna z ulic Zabłudowa nosi dziś jego imię.